# La Cathédrale engloutie
Pour un article plus général, voir Préludes de Debussy.
La Cathédrale engloutie est un prélude pour piano écrit par le compositeur français Claude Debussy. Il est publié en 1910 en tant que dixième prélude du premier des deux volumes de douze préludes pour piano de Debussy. Il est caractéristique du style de  Debussy dans sa structure harmonique et dans son déroulement non linéaire.

## Impressionnisme musical
Ce prélude est un exemple de l'impressionnisme musical de Debussy, en ce qu'il est une représentation musicale, ou une allusion, d'une image ou d'une idée. Debussy a assez souvent nommé ses pièces avec l'image exacte sur laquelle il composait, comme La Mer, Des pas sur la neige (le prélude no 6) ou Jardins sous la pluie. Dans le cas des deux volumes des préludes, il place le titre de la pièce à la fin de la pièce, soit pour permettre au pianiste de répondre intuitivement et individuellement à la musique avant de découvrir à quoi Debussy voulait que la musique ressemble, soit pour appliquer plus d'ambiguïté à l'allusion de la musique. Parce que cette pièce est basée sur une légende, elle peut être considérée comme une musique à programme.

## Légende d'Ys
Cette pièce est basée sur une ancienne légende bretonne dans laquelle une cathédrale, immergée au large des côtes de l'île d'Ys, s'élève de la mer par des matins clairs lorsque l'eau est transparente. On peut entendre des sons de prêtres scandant, des cloches qui sonnent et des orgues qui jouent, de l'autre côté de la mer. C'est ce que raconte Ernest Renan : 

« Une des légendes les plus répandues en Bretagne est celle d'une prétendue ville d'Is, qui, à une époque inconnue, aurait été engloutie par la mer. […] Les pêcheurs vous en font d'étranges récits. Les jours de tempête, assurent-ils, on voit, dans le creux des vagues, le sommet des flèches de ses églises ; les jours de calme, on entend monter de l'abîme le son de ses cloches, modulant l'hymne du jour. »

— Ernest Renan, Souvenirs d'enfance et de jeunesse, préface.
En conséquence, Debussy utilise certaines harmonies pour faire allusion à l'intrigue de la légende, dans le style de l'impressionnisme musical.
Pour commencer la pièce, Debussy utilise des quintes parallèles. Le premier accord de la pièce est composé de sol et ré sonores. L'utilisation de quintes ouvertes et nettes fait ici allusion à l'idée de cloches d'église qui sonnent au loin, à travers l'océan. Les mesures d'ouverture, marquées pianissimo, nous introduisent à la première série de cinquièmes accords parallèles ascendants, décrivant une gamme pentatonique. Ces accords rappellent deux choses : la gamme pentatonique orientale, que Debussy a entendue lors d'une représentation de la musique gamelan javanaise à l'Exposition universelle de 1889 à Paris ; et la musique de chant médiéval, similaire à l'organa des quintes parallèles du Musica enchiriadis, un traité de musique du IXe siècle. La forme de la phrase ascendante est peut-être une représentation de la lente émergence de la cathédrale de l'eau.
Après la section du début, Debussy sort doucement la cathédrale de l'eau en modulant en si majeur, façonnant la mélodie de manière ondulatoire et en incluant des instructions narratives importantes à la mesure 16 : Peu à peu sortant de la brume. Cela montre Debussy à sa manifestation la plus proche de l'impressionnisme musical. Puis, après une section marquée Augmentez progressivement, la cathédrale a émergé et le grand orgue se fait entendre à un niveau dynamique de fortissimo (mesures 28-41). C'est la partie la plus bruyante et la plus profonde de la pièce, et elle est décrite dans la partition comme Sonore sans dureté. Après la grande entrée et la sortie de l'orgue, la cathédrale s'enfonce dans l'océan (mesures 62-66) et l'orgue se fait à nouveau entendre, mais sous l'eau. Pour obtenir cet effet sous-marin, la plupart des interprètes utilisent une demi-pédale, de sorte que les étouffoirs du piano ne sont que légèrement éloignés des cordes, créant un son trouble et étouffé (mesures 71-82). Enfin, la cathédrale a disparu de la vue, et seules les cloches se font entendre, lors d'un pianissimo éloigné.

## Analyse

### Forme

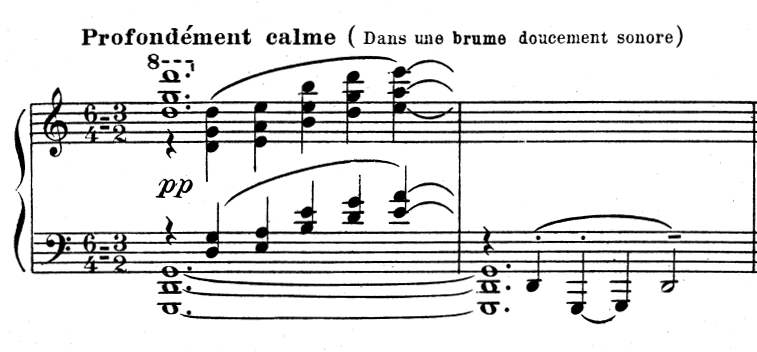
Incipit du prélude : =.

Cette pièce est sous forme binaire (A–B ou abab), l'une des formes de composition les plus courantes de Debussy. La première section occupe les mesures 1 à 46, avec répétition où certains thèmes sont légèrement raccourcis ou allongés ; et les mesures 47 à 89, forment la section B.
Debussy écrit la partition dans une mesure soit à 
 soit à 
 en indiquant une égalité rythmique entre celle à six noires et celle à trois blanches, au début de la pièce. À ce propos Paul Crossley indique : « Les recherches les plus récentes montrent cependant qu'il voulait que chaque note, qu'il s'agisse d'une noire ou d'une blanche, ait la même durée ; lui-même l'a indiqué verbalement sur son manuscrit original et joue la pièce de cette manière sur son rouleau de piano mécanique ».

### Structure thématique et motifs
Dans cette pièce, comme il le fait souvent, Debussy compose la musique en utilisant un développement sur des motifs plutôt qu'un développement thématique. Fondamentalement, la pièce entière est composée de deux motifs de base. Le premier existant, en trois variations différentes, faisant quatre fragments au total (sans compter les inversions et les transpositions de chacun). Les motifs sont : 1) ré – mi — si ascendant ; 1a) ré – mi – la croissant ; 1b) ré – mi ‑ sol croissant ; 2) mi – do  décroissant. Debussy sature magistralement toute la structure de la pièce avec ces motifs à grande et à petite échelle. Par exemple, le « motif 1 » apparaît au bas des accords de droite sur les 2e, 3e et 4e noires de la mesure 14 (ré – mi – si) et à nouveau dans les trois prochaines noires (ré – mi – si). Ce n'est pas par hasard que le « motif 1b » est entendu sur les temps des 4e, 5e et 6e de noire de la mesure 14 (si – ré – mi). Le motif « 1 » est entendu à une échelle plus large dans les notes de basse (notes entières pointées) aux mesures 1–16, frappant les notes du motif en inversion et transposition sur les temps forts des mesures 1, 15 et 16 (sol – do – si). Les mesures 1 à 15 contiennent également deux occurrences du motif « 2 » (sol à la mesure 1, mi à la mesure 5 ; mi à la mesure 5, do à la mesure 15). Le « motif 1 » est également entendu d'une voix de soprano de la mesure 1-15 : ré élevé dans les mesures 1, 3 et 5 ; l'octave soprano mi qui se produit 12 fois à partir des mesures 6–13 ; le si élevé aux mesures 14 et 15. Tout au long de cette répétition, transposition et inversion des motifs, les thèmes (phrases plus longues composées de motifs plus petits) restent très statiques, avec seulement un allongement ou un raccourcissement occasionnel tout au long de la pièce : le thème pentatonique dans la mesure 1 (thème 1) se répète aux mesures 3, 5, 14, 15, 16, 17, 84, 85 et avec de légères variations dans les mesures 28–40 et 72–83. Un deuxième thème (thème 2), apparaissant pour la première fois dans les mesures 7 à 13, se répète dans les mesures 47 à 51.

### Contexte
Ce prélude est un exemple de nombreuses caractéristiques de composition de Debussy. Premièrement, il utilise le développement motivant plutôt que le développement thématique. Après tout, « Debussy se méfiait du développement [thématique] comme méthode de composition ». Deuxièmement, c'est une exploration complète du son d'accord qui englobe toute la gamme du piano, et qui comprend l'un des accords de signature de Debussy (une tierce tonique majeure avec des degrés d'échelle ajoutés aux 2e et 6e). Troisièmement, il montre l'utilisation par Debussy de l'harmonie parallèle (la section commençant dans la mesure 28, en particulier), qui est définie comme une coloration de la ligne mélodique. Ceci est très différent du simple doublage mélodique, comme les 3èmes de Voiles ou les 5èmes de La Mer, qui ne sont généralement pas entendus seuls sans une figure d'accompagnement significative. L'harmonie parallèle oblige les accords à se comprendre moins avec des racines fonctionnelles, et plus comme des extensions coloristiques de la ligne mélodique. Dans l'ensemble, ce prélude, en tant que représentant des 24 préludes, montre le processus de composition radicale de Debussy vu à la lumière des 200 années précédentes de musique classique et romantique.

## Orchestrations
- Leopold Stokowski a arrangé et enregistré plusieurs fois l'œuvre : en 1930 à Philadelphie (RCA Victor), 1965 (Decca). La partition a été ensuite interprétée, notamment sous la direction d'Erich Kunzel (Telarc, 1994)
- Colin Matthews a réalisé intégralement l'orchestration des deux livres des Préludes, publié par Faber Music en 2012[13], dont ce dixième préludes. Il est enregistré notamment par Mark Elder à Hallé (2007) et Jun Märkl à Lyon (pour Naxos, 2010).

## Hommages
- Alberto Ginastera, In the First Pentatonic Major Mode, dans Preludios Americanos, est une réminiscence de La cathédrale engloutie[14].
- En 1981, John Carpenter a repris ce prélude dans la B.O de son film New York 1997.

## Gravure
Le compositeur a « enregistré » l'œuvre grâce à la technique du piano mécanique Welte-Mignon en 1913, Roll no 2738, avec deux autres préludes du premier cahier : Danseuses de Delphes et La Danse de Puck.

### Articles et notes discographiques
- André Suarès, « Debussy », La Revue musicale, Ed. de la Nouvelle Revue Française, no 2,‎ décembre 1920, p. 98–126 (OCLC 489787541)
- Harry Halbreich, « Debussy, L'Œuvre pour piano vol. 1 — Noël Lee, piano », p. 2, Valois (MB963), 1960 .
- (en) Charles Burkhart (en), « Debussy Plays La cathédrale engloutie and Solves Metrical Mystery », Piano Quarterly, no 65,‎ automne 1968, p. 14–16.
- (en) Music Teachers National Association, « Solving performance problems in Debussy's: La Cathedrale Engloutie », sur thefreelibrary.com, 2006.
- Paul Crossley (trad. Dennis Collins), « Debussy, Œuvres pour piano (volume 1) », p. 12, Sony (SK 52 583), 1993 (OCLC 29371642) .
- Mark DeVoto, « The Debussy Sound: colour, texture, gesture », dans Simon Trezise (éd.), The Cambridge Companion to Debussy, Cambridge University Press, 2003, xviii-326 (ISBN 0-521-65243-X, OCLC 723641975, BNF 38851889), p. 179–196
- (es) Enrique Igoa, « La cathédrale engloutie de Claude Debussy : un prisma con muchas caras » [« un prisme aux multiples visages »], Revista Música, Madrid, no 22,‎ 2015, p. 31–46 (ISSN 0541-4040, lire en ligne).

### Ouvrages généraux et encyclopédies
- (en) Rudolph Reti (en), The Thematic Process in Music, New York, Macmillan, 1951 (réimpr. 1961, 1978), x-362 (ISBN 0-8371-9875-5, OCLC 3311040)
- François-René Tranchefort (dir.), Guide de la musique de piano et de clavecin, Paris, Fayard, coll. « Les Indispensables de la musique », 1987, 869 p. (ISBN 978-2-213-01639-9, OCLC 17967083), p. 310–311.
- Guy Sacre, La musique pour piano : dictionnaire des compositeurs et des œuvres, vol. I (A-I), Paris, Robert Laffont, coll. « Bouquins », 1998, 2998 p., p. 923–924.